# Галстучная пегая мухоловка
Галстучная пегая мухоловка (лат. Gennaeodryas placens) — вид птиц из семейства австралийских зарянок. Обитают в субтропических и тропических горных и влажных лесах на Новой Гвинее.
Угрозой для вида является утрата мест обитания. Для него характерен высокий уровень смертности. МСОП присвоил галстучной пегой мухоловке охранный статус NT.